# 미르미돈
미르미돈(Myrmidon)는 그리스 신화에 나오는 제우스의 아들이다. 제우스가 개미로 변신하여 클레토르의 딸 에우리메두사에게 접근한 뒤 관계를 맺어 태어난 아들이다. 미르미돈이라는 이름은 그리스어로 '개미'를 뜻하는 '미르메크스'에서 유래한 것이다. 미르미돈은 헬렌의 아들인 아이올로스의 딸 피시디케와 결혼하여 에우폴리메이아, 안티포스, 악토르, 히스킬라 등의 자식을 두었다. 한편, 미르미돈은 종족의 이름으로도 사용된다. 아이아코스가 다스리던 아이기나섬에 전염병이 돌아 많은 사람이 죽었다. 이는 제우스와 아이기나의 아들인 아이아코스가 원래 오이노네라고 부르던 섬에 어머니의 이름을 붙여 아이기나섬이라고 부르게 함으로써 제우스의 본처인 헤라의 분노를 샀기 때문이다.